# ハマフエフキ
ハマフエフキ(学名：Lethrinus nebulosus)は、フエフキダイ科の魚であり、インド西太平洋地域で見られる。英名は、spangled emperor, green snapper, morwong, north-west snapper, sand bream, sand snapper, sixteen-pounder, sharie, sheri, yellow sweetlip等である。

## 分類と名称
スウェーデン系フィンランド人の博物学者であるペテル・フォルスコールにより Sciaena nebulosa として最初に記載された。カールステン・ニーブールが編集し、1775年に出版された『Descriptiones animalium』では、タイプ産地は明確にされていないが、紅海と推定される。2022年、クワズール・ナタール州北部の南にある南アフリカ沖で発見されたこの種の個体群は、ハマフエフキとは別種のLethrinus scopariusであると確認された。研究者によっては、フエフキダイ属を単型のフエフキダイ亜科の下に置くこともある。『Fishes of the World』第5版ではフエフキダイ科に亜科を認めておらず、またフエフキダイ科を従来のスズキ目ではなくタイ目の下に位置付けている。
種小名nebulosusは、「曇り」という意味である。フォルスコールは「青色と黄茶色の縦方向の雲」を持つと記述した。これは、脇腹部分に時々見られる暗い色の不規則な棒状の模様であったと考えられる。

## 形態
全長は70センチメートルを超え、最大で87センチメートルに達する。体色は黄色から黄茶色または銅色で、腹側は色が薄い。体全体に青色の斑点模様が散らばり、網目状に横帯が入る。頬には鱗がなく、青白い帯が入る。鰭は白色または黄色で、背鰭は黄色に縁取られている。

## 分布と生息地
東アフリカから南日本にかけて分布する。オーストラリアの湾岸にも生息し、紅海、ペルシャ湾、ニューカレドニアでも記録されている。日本では南日本の太平洋岸と琉球列島に分布する。
海水及び汽水域の水深10-75メートルに生息する。回遊はせず、サンゴ礁や岩礁、藻場、マングローブの沼地、また砂地等で見られる。

## 生態
幼体は大きな群れを作る。主に軟体動物、棘皮動物、甲殻類等を食べる。また、他の魚や多毛類を食べることもある。沖縄では3-6月に産卵し、稚魚はアマモ場で見られる。尾叉長約40センチメートル、4歳ごろに性成熟し、寿命は20年を超える。

## 寄生
ほとんどの魚と同様に、ハマフエフキは多くの種類の寄生生物の宿主となっている。オウギエラムシ科のCalydiscoides difficilis、Calydiscoides duplicostatus、Calydiscoides terpsichoreや、ヨツメイカリ科、未同定の多後吸盤目等を含む単生綱は鰓上に寄生する。咽頭歯には、この種の生息域に特異的なハダムシ科のEncotyllabe属が寄生する。カイアシ類では、Hatschekia gracilisを含むエラノミ科の3種が鰓に寄生する。消化管には、Opecoelidae科のMacvicaria macassarensisとZoogonidae科のDiphterostomum tropicumが寄生する。ハマフエフキへの寄生が研究されたニューカレドニアでは、合計11種が見つかった。

## 人との関わり
釣りの対象として人気があり、美味とされる。分布域では、商用漁獲の重要な対象となっている。日本でも沖縄では「タマン」と呼ばれ、水産上重要な種とされる。
味が良いため乱獲され個体数は大きく減った。特に紅海では、アラブ首長国連邦の漁船の発達により、かなり漁獲された。しかし、現在でも持続可能に近い数が生息し、沖合の生息数の懸念は低い。ペルシャ湾では、毎年3,000トンが漁獲される。